# 朗德格羅夫 (密蘇里州)
朗德格羅夫（英語：Round Grove）是位於美國密蘇里州勞倫斯縣的非建制地區。

## 歷史
朗德格羅夫的郵局於1871年設立，其後於1907年停運。

## 地理
朗德格羅夫所處的海拔為高於海平面386米（即1266英呎），而該地所採用的時區為UTC-6，即北美中部時區（CST）。同時該地設有夏令時間，為UTC-6調快一小時，即UTC-5（CDT）。